# Basse-Vendline
Basse-Vendline est une commune suisse du canton du Jura, située dans le district de Porrentruy.
La commune est née à la suite de la fusion des deux anciennes communes de Bonfol et de Beurnevésin. Le projet de fusion est accepté, le 14 mai 2023, par 68,1 % des électeurs de Bonfol et par 87,5 % des électeurs de Beurnevésin. La fusion est effective depuis le 1er janvier 2024.

## Toponymie
La commune tire son nom de la Vendline, une rivière qui traverse les villages de Beurnevésin et de Bonfol.

## Géographie

### Communes limitrophes
Les communes limitrophes sont Damphreux-Lugnez, Vendlincourt et Pfetterhouse.